# Camille Moulonguet
Camille Moulonguet est une journaliste et productrice de cinéma française, cofondatrice et dirigeante de la société Douze Doigts Productions. Elle est également connue comme la compagne et collaboratrice de Jean-Pascal Zadi, avec qui elle partage de nombreux projets professionnels,,.

## Biographie
D'origine basque, Camille Moulonguet commence sa carrière comme journaliste, travaillant notamment pour TV5 Monde, Radio France et Canal+,. Elle réalise un documentaire sur le secteur agroalimentaire au Rwanda en 2006 et produit pour TV5 Monde le documentaire Création contemporaine africaine.
C'est en cherchant un réalisateur pour un programme court destiné à la télévision qu'elle rencontre Jean-Pascal Zadi. Leur collaboration professionnelle se double rapidement d'une relation personnelle. Ensemble, ils fondent en 2008 la société Douze Doigts Productions, dont elle est co-présidente,. Depuis, elle accompagne la production de nombreux projets de son compagnon, dont les séries Craignos et En place, ainsi que des films comme Sans pudeur ni morale et Le Grand Déplacement,,.

## Carrière et productions
Après dix ans de journalisme, Camille Moulonguet se reconvertit dans la production audiovisuelle et cinématographique,. Elle s’associe à Jean-Pascal Zadi pour fonder Douze Doigts Productions, société qui se distingue rapidement dans la production de films et de séries mettant en avant de nouveaux talents du cinéma français,.
Elle a notamment produit ou coproduit :
- Sans pudeur ni morale (2011)

- Craignos (2020, France Télévisions)
- Carrément craignos (2021)
- People Want To Believe (2021)
- Yo Mama (2023)
- En place (2023, Netflix)
- Le Grand Déplacement (2025)

## Distinctions et impact
Grâce à ses productions, Camille Moulonguet contribue à renouveler la comédie française et à promouvoir la diversité à l’écran,. Elle est reconnue pour sa capacité à accompagner des projets originaux et engagés dans le paysage audiovisuel français.